# Winter Words
Winter Words (Paraules d'hivern), op. 52, és un cicle de cançons per a soprano o tenor i piano compost el 1953 per Benjamin Britten amb textos de Thomas Hardy escrits expressament per la veu de Peter Pears.
L'obra es va estrenar amb Peter Pears de tenor i Britten al piano al Festival de Leeds del 1953. Els va dedicar a John i Myfanwy Piper.
L'actuació dura aproximadament 22 minuts. Els poemes són:
1. "At Day-Close in November"
2. "Midnight on the Great Western" (o, "The Journeying Boy")
3. "Wagtail and Baby (A Satire)"
4. "The Little Old Table"
5. "The Choirmaster's Burial" (o, "The Tenor Man's Story")
6. "Proud Songsters (Thrushes, Finches and Nightingales)"
7. "At the Railway Station, Upway" (o, "The Convict and Boy with the Violin")
8. "Before Life and After"